# Престъпният свят
„Престъпния свят“ (на хинди: युद्ध; на английски: Yudh) е индийски екшън от 1985 година със Джаки Шроф и Анил Капур в главните роли.

## В ролите
| Актьор         | Роля                    |
| -------------- | ----------------------- |
| Джаки Шроф     | Инспектор Викрам „Вики“ |
| Анил Капур     | Джуниор / Авинаш Ратход |
| Тина Муним     | Анита / Рита            |
| Нутан Бел      | Савитри Деви            |
| Дани Дензопгпа | Чиной / Гама Матеен     |
| Девен Верма    | Инспектор Савант        |
| Пран           | Саксена                 |
| Хема Малини    | Нафиза Кхатун           |
| Шатрухан Синха | Моинудин Кхан           |

## Музика
Музиката за този филм е композирана от Калиянджи Ананджи.
Песни
- Yeh Hai Mujre Ki Raat Aakhiri
- Doston Tum Sabko
- Kya Hua Kya Nahi
- Main Kya Aise Pyar Karoongi
- Yudh Kar
- Zindagi e Zindagi
- Yudh Kar (Sad)